# 小圣于连
小圣于连（法語：Saint-Julien-le-Petit，法語發音：[sɛ̃ ʒyljɛ̃ lə pəti]）是法国新阿基坦大区上维埃纳省的一个市镇，属于利摩日区。

## 地理
小圣于连（45°49'24"N, 1°42'21"E）面积29.13 平方千米，位于法国新阿基坦大区上维埃纳省，该省份为法国中西部省份，北起顺时针与安德尔省、克勒兹省、科雷兹省、多爾多涅省、夏朗德省和维埃纳省接壤。
与小圣于连接壤的市镇（或旧市镇、城区）包括：欧涅、圣瑞尼安-拉布勒热尔、圣莫雷伊、比雅勒夫、谢苏、佩拉堡。
小圣于连的时区为UTC+01:00、UTC+02:00（夏令时）。

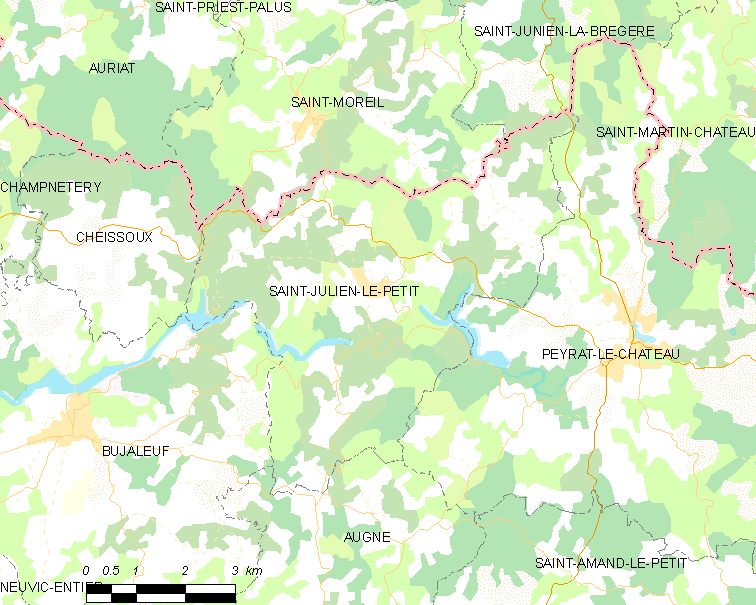
小圣于连的OSM定位图

## 行政
小圣于连的邮政编码为87460，INSEE市镇编码为87153。

## 政治
小圣于连所属的省级选区为埃穆捷县。

## 人口

1962-2008年间小圣于连人口变化图示

小圣于连于2022年1月1日时的人口数量为296人。